# Новопазарський Санджак
43°09′ пн. ш. 20°31′ сх. д. / 43.15° пн. ш. 20.52° сх. д.
Новопазарський санджак або Санджак (серб. Новопазарський санџак, Санџак; босн. Novopazarski sandžak, Sandžak; тур. Yeni Pazar sancağı; алб. Sanxhaku i Pazarit të Ri) — історичний регіон на межі Сербії (південний захід) і Чорногорії (північний схід). Свою назву регіон отримав від Санджак назви адміністративної одиниці під час Османська імперія турецького володарювання (до 1912 року).

## Історія

Неофіційний прапор албанців Санджака

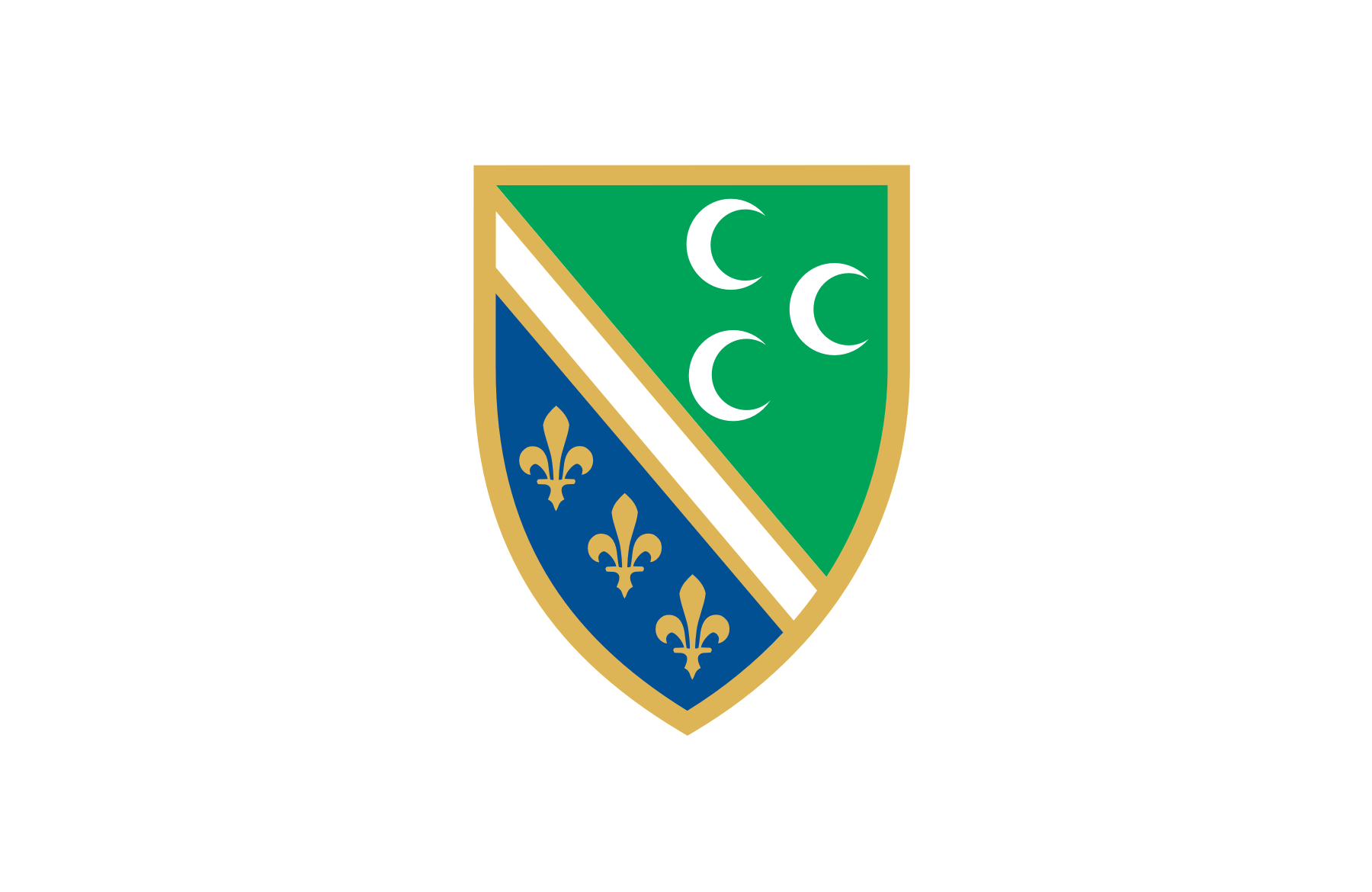
Неофіційний прапор боснійців Санджака

Неофіційний герб албанців Санджака

Неофіційний герб боснійців Санджака

У Середні віки регіон був центром сербської держави Рашка, його столиця Рас знаходилася недалеко від сучасного міста Нові-Пазар (місто, Сербія) Нові-Пазар, тому сербська частина Санджака відома також як область Рашка.
В епоху Османської імперії Османського панування (з XIV століття) Новопазарський санджак був адміністративною одиницею Османської імперії Османської імперії з центром в місті Нові-Пазар (місто, Сербія) Нові-Пазар. Між 1878 і 1908 територія була під контролем Австро-Угорщини, в 1908-1913 знову під контролем Османської імперії.
За підсумками Першої балканської війни в 1913 Санджак був поділений між Сербією і Чорногорією, в 1945 році встановлені сучасні кордони.

## Адміністративний поділ
Площа області — 8403 км².
Нині територія Санджака поділена між Сербією (західні райони областей Рашка і Златибор) і Чорногорією.
- До складу сербської частини Санджака входять громади: Рашський округ — Нові-Пазар, Тутін; Златиборський округ — Сениця, Пріеполі, Нова-Варош, Прибій.
- У чорногорську частину Санджака входять громади Плєвля, Бієло-Поле, Беране, Рожає, Плав.

## Населення

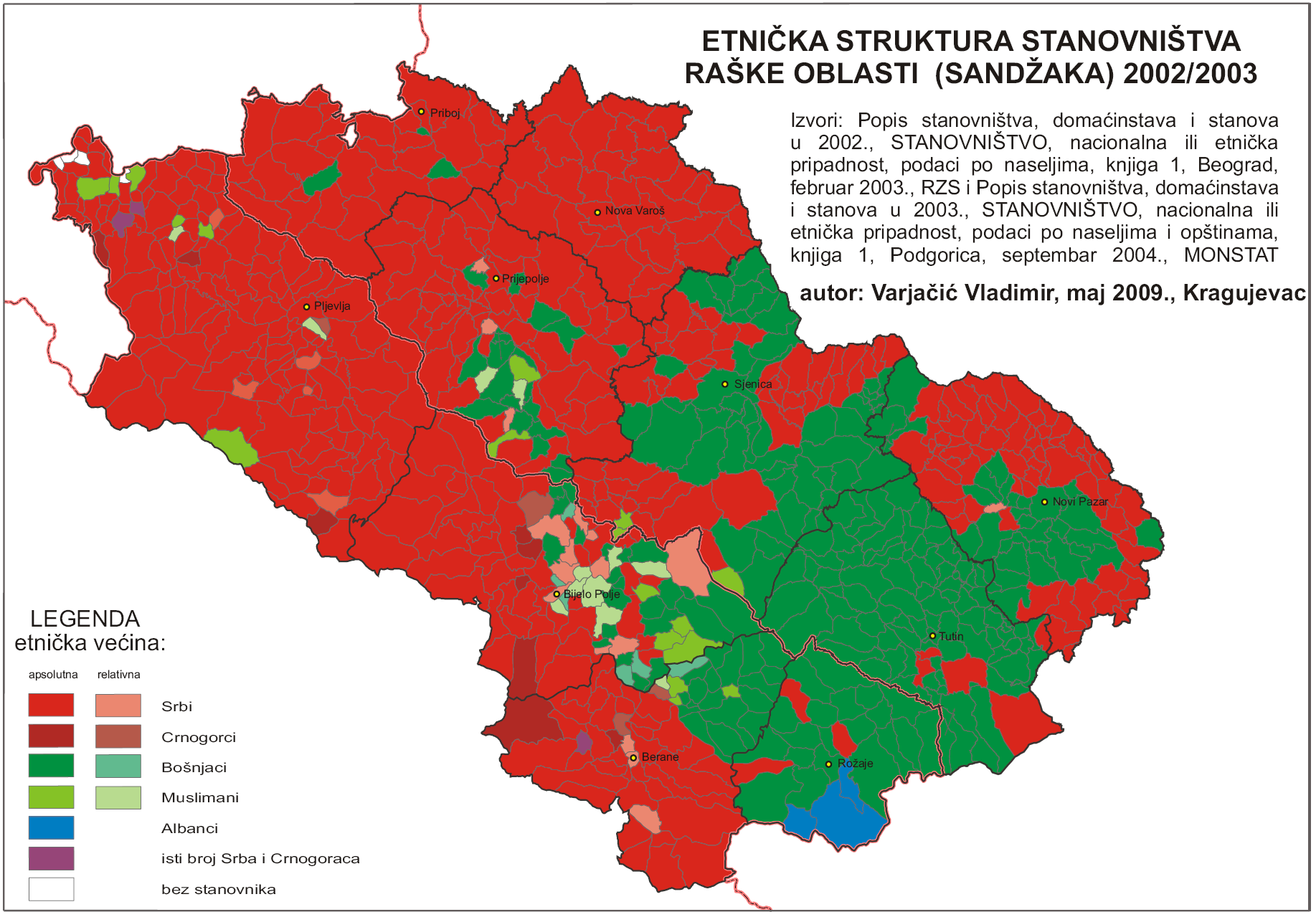
Етнічна карта Санджака

2002 року на території проживало 420 тис. жителів.
52% населення регіону (228 000) — слов'яни-мусульмани, 45% (198 000) — серби й чорногорці. Невелику частку населення становлять албанці, цигани та інші народи.
- Слов'яни-мусульмани — 220 065 (52,36%)
  - у т. ч. боснійці — 193 026 (45,93 %)
- Серби — 152 825 (36,36 %)
- Чорногорці — 28 438 (6,77 %)

Найбільші міста регіону — Нові-Пазар (55 тис. жителів), Плєвля (23,8 тис.), Прибій (19,6 тис.).